# وليد الجاسم (سياسي)
وليد خليفة أحمد الجاسم (1959 - ) سياسي كويتي، وزير الدولة لشؤون البلدية منذ ديسمبر 2019 حتى فبراير 2020.

## السيرة الشخصية والعلمية
ولد المهندس وليد خليفة أحمد الجاسم في الكويت في عام 1959، حاصل على شهادة الهندسة المعمارية من جامعة نورث كارولينا الأمريكية عام 1983، وتولى العديد من مناصب في بلدية الكويت منها نائب المدير العام للشؤون المالية والإدارية، ونائب المدير العام لقطاع التطوير والتدريب ونائب المدير العام لقطاع التخطيط ونائب المدير العام لقطاع التنظيم وهو عضو مجلس إدارة جمعية المهندسين الكويتية وعضو لجنة مزاولة المهنة فيها.